# فأر المنازل الغزاوي
فأر المنازل الغزاوي   أو فأر المنازل الفلسطيني  (باللاتينية: Mus musculus gazaensis) هو ضرب من فأر المنازل،      وقد تم وصفه حديثاً في شمال قطاع غزة في فلسطين.

## الصفات الخارجية
يمتاز فأر المنازل الغزاوي بلون فِرائه البُني الداكن والفاتح، مع وجود بُقع لونية كبيرة ذات لون أبيض على الفِراء.

## الانتشار
ينتشر هذا الفأر بشكل محدود جداً في المناطق الزراعية في بيت لاهيا بشمال قطاع غزة، فلسطين. ولم يتم تسجيل أو مُشاهدة هذا النُويع (الضرب) الجديد من الفئران المنزلية من أي مكان آخر في فلسطين أو دُول الجوار.

## الاكتشاف العلمي
تم إمساك فأر ذو ألوان مُتباينة من إحدى الحقول الزراعية في بيت لاهيا في عام 2005، وتم نقل هذا الفأر الحي إلى الجامعة الإسلامية في غزة، وذلك من أجل التعرف إليه. وبسبب صِفاته الخارجية الجديدة، لم يكن بالمُستطاع تحديد نوعه بدقة. ولذلك تمت الاستعانة بعالم الحيوان الفلسطيني-الألماني د. نعمان علي بسام خلف اليافاوي، والذي قام بعد مُقارنة الأنواع والسُلالات المعروفة للفئران المنزلية، بتسمية فأر المنازل الغزاوي وتصنيفه عِلمياً في شهر يونيو (حزيران) 2007، وإعطائه الاسم العلمي الجديد Mus musculus gazaensis Khalaf, 2007. وقد تم اختيار اسم النُويع gazaensis والتي تعني غزاوي باللغة اللاتينية، لأن قطاع غزة هي مكان معيشة هذا النُويع الجديد من الفئران المنزلية.

## وصلات خارجية
- نُويع جديد من الفئران المنزلية من قطاع غزة، فلسطين : موس موسكولوس غزنسيس (غزة)، خلف 2007.
- فأر غزة المنزلي في قائمة تصنيف الحيوانات العالمية (BioLib).

1. ↑  "Wikiwand - فأر المنازل الغزاوي". Wikiwand (بالإنجليزية). Retrieved 2024-08-07.
2. ↑  قاموس النبات والحيوان (بالعربية والفرنسية واللاتينية). الجزائر العاصمة: المجلس الأعلى للغة العربية بالجزائر. 2022. ص. 343. ISBN:978-9931-681-79-3. QID:Q118109726.
3. ↑  أمين المعلوف (1985)، معجم الحيوان (بالعربية والإنجليزية) (ط. 3)، بيروت: دار الرائد العربي، ص. 166، OCLC:1039733332، QID:Q113643886